# Лабуньки-Друге
Лабуньки-Друге (пол. Łabuńki Drugie) — деревня в Замойском повете Люблинского воеводства Польши. Входит в состав гмины Лабуне. Находится примерно в 7 км к востоку от центра города Замосць. По данным переписи 2011 года, в деревне проживал 371 человек.
В 1975—1998 годах деревня входила в состав Замойского воеводства.

## Население
Демографическая структура по состоянию на 31 марта 2011 года:
|         | Всего | До трудоспособного возраста | Трудоспособного возраста | Старше трудоспособного возраста |
| ------- | ----- | --------------------------- | ------------------------ | ------------------------------- |
| Мужчины | 186   | 48                          | 119                      | 19                              |
| Женщины | 185   | 39                          | 104                      | 42                              |
| Всего   | 371   | 87                          | 223                      | 61                              |